# Franz Wolkinger
Franz Wolkinger (* 25. Februar 1936 in Sankt Peter am Ottersbach; † 13. September 2017 in Graz) war ein österreichischer Biologe und Naturschützer.

## Leben und Karriere
Franz Wolkinger wurde am 25. Februar 1936 in der Ortschaft Sankt Peter am Ottersbach in der Südoststeiermark geboren. Nach seiner Schulausbildung begann er ein Studium der Naturgeschichte und Biologie bzw. der Botanik und Zoologie an der Universität Graz. Um sich das Studium zu finanzieren, arbeitete er nebenbei als Erzieher am Odilien-Blindeninstitut in Graz-St. Leonhard. Im Jahre 1959 wurde er an der KÖStV Traungau Graz, einer farbentragenden, nicht-schlagenden und katholischen Studentenverbindung, aufgenommen. Nachdem er als Assistent an der Universität Graz und der Universität Freiburg/Breisgau tätig war habilitierte Wolkinger mit einer Arbeit zur Anatomie, Physiologie und Ökologie der Pflanzen. Seine Studien schloss er im Jahre 1963 mit dem Doktorat ab; drei Jahre später wurde er von seiner Studentenverbindung in den Altherrenverband aufgenommen. Von 1971 bis 1985 trat er in der Verbindung als Philistersenior in Erscheinung. Nach weiterer Tätigkeit in Graz übernahm er im Jahre 1972 das Naturschutzinstitut („Institut für Naturschutz und Landschaftspflege“ des Österreichischen Naturschutzbundes), das zum Ludwig-Boltzmann-Institut für Umweltwissenschaften und Naturschutz mit Sitz in Graz wurde, aber zunächst einen von Bernd Lötsch geleiteten Institutsteil in Wien behielt. (Wie viele weitere „alte“ Institute ließ die Ludwig-Boltzmann-Gesellschaft den Bereich Umweltwissenschaften 2005 auslaufen. Der Wiener Institutsteil wurde bereits 1978 von der Akademie der Wissenschaften übernommen.) Der seit 1968 im Grazer Annenviertel lebende Wolkinger setzte sich zeitlebens für den Umweltschutz, dabei natürlich auch in seiner Stadt Graz, ein. Nebenbei war Wolkinger von 1974 bis 1998 auch an der Universität Graz in lehrender Funktion tätig und hatte hier mitunter den Vorstand des Instituts für Pflanzenphysiologie inne. Nach seiner Emeritierung im Jahre 1999 war er weiterhin als Gastprofessor tätig.
Im Laufe seines Lebens wurden ihm zahlreiche Auszeichnungen und Ehrungen zuteil, so unter anderem das Goldene Ehrenzeichen des Landes Steiermark, das Goldene Ehrenzeichen des Landes Burgenland oder der sogenannte Umwelt-Oswald, der seit 2006 alljährlich an Personen, die sich durch herausragende Leistungen für den Natur- und Umweltschutz verdient gemacht haben, verliehen wird. Des Weiteren war er Inhaber der Ehrenspange in Gold für die 50-jährige Mitgliedschaft der Berg- und Naturwacht und ab 2008 Ehrenobmann der ÖAV-Sektion Graz. Der Steiermärkischen Berg- und Naturwacht gehörte somit bereits in Zeiten an, als diese noch als Verein und noch nicht als Körperschaft öffentlichen Rechts (ab 1977) geführt wurde. Der ÖAV-Sektion gehörte er in den 1970er Jahren für einige Jahre als Vorstandsmitglied an, war danach von 1978 bis 1981 stellvertretender Vorsitzender und von 1982 bis 2008 erster Vorsitzender, ehe der durch Hartmut Heidinger ersetzt wurde.
In seine langjährige Wirkungszeit fallen diverse wichtige Sanierungen und Neubauten von Schutzhütten. So erfolgte in den Jahren 1992 bis 1994 der Neubau der Rotgüldenseehütte im Osten der Hohen Tauern. Im Jahre 2006 erfolgte der Umbau der Sticklerhütte im Murwinkel und die Wiedereröffnung des Stubenberghauses am Graz Hausberg, dem Schöckl, nach notwendiger Generalsanierung. Des Weiteren hatte Wolkinger die Projektzuständigkeit für die Wasserver- und Abwasserentsorgung für das gesamte Schöcklplateau inne und war an der Schaffung eines Kleinwasserkraftwerkes für das Arthur-von-Schmid-Haus in den Hohen Tauern, sowie der Errichtung von Biokläranlagen auf allen Schutzhütten
der Sektion Graz beteiligt. Während seiner Wirkungszeit erfolgte auch die Übersiedelung der Geschäftsstelle der Sektion Graz in der Sackstraße in neue Räumlichkeiten. Seit Beginn seiner Tätigkeit als Vorsitzender der ÖAV-Sektion Graz, als diese rund 9.000 Mitglieder zählte, wuchs diese bis zu seinem Tod auf über 13.500 Mitglieder heran.
Außerdem war Wolkinger seit 1982 Präsident der Clusius-Forschungsgesellschaft in Güssing und Mitglied zahlreicher nationaler und internationaler Gremien, dabei auch im Europarat. Als Mitglied des Landes-Naturschutzbeirates engagierte sich der Universitätsprofessor, der auch eng mit der Urania zusammenarbeitete, auch hinter den Kulissen. Weiters trug er zur Schaffung diverser österreichischer Nationalparks, wie dem Nationalpark Neusiedler See – Seewinkel oder zur Schaffung großer Schutzgebiete und Naturdenkmäler in Österreich bei. Insbesondere in seiner Stadt Graz setzte er sich für den Baumbestand ein und galt als Grazer Baumexperte, wobei er auch als Initiator umfangreicher Setzaktionen in Erscheinung trat. Außerdem publizierte er diverse Bücher mit Österreich-Bezug, dabei vor allem im Bereich Naturschutz.
Am 13. September 2017 starb Wolkinger nach kurzer schwerer Krankheit im Kreise seiner Familie in Graz und hinterließ seine Ehefrau Helma, sowie einen Sohn (Journalist Thomas Wolkinger (* 1968), verheiratet mit der Politikerin Judith Schwentner) und eine Tochter. Am 22. September 2017 wurde er am Stadtfriedhof St. Peter beerdigt.

## Werks (Auswahl)
- 1993: Bäume und Sträucher Österreichs
- 2007: Bäume und Sträucher Österreichs sowie häufige und interessante Pilzarten unserer Wälder (2. erweiterte und überarbeitete Ausgabe: 2008)

### Beiträge in
- 1987: Die Natur- und Landschaftsschutzgebiete Österreichs
- 1996: Naturführer Südburgenland
- 2003: Naturerlebnis Österreich
- 2015: Festschrift 125 Jahre Stubenberghaus der Sektion Graz des Österreichischen Alpenvereins auf dem Schöckl (1445 m)